# Шпиттельмаркт

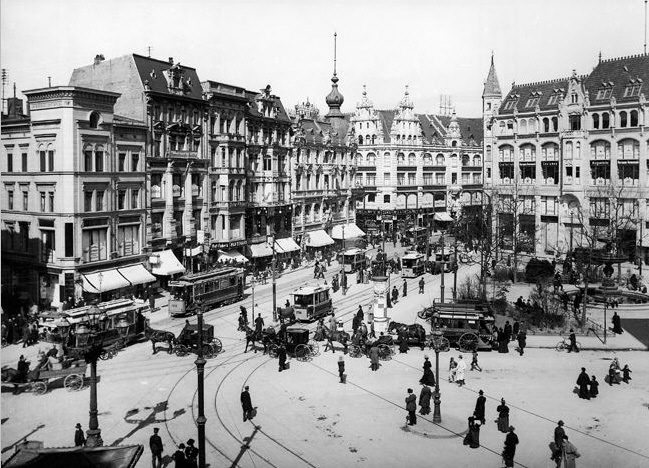
Шпиттельмаркт. 1896

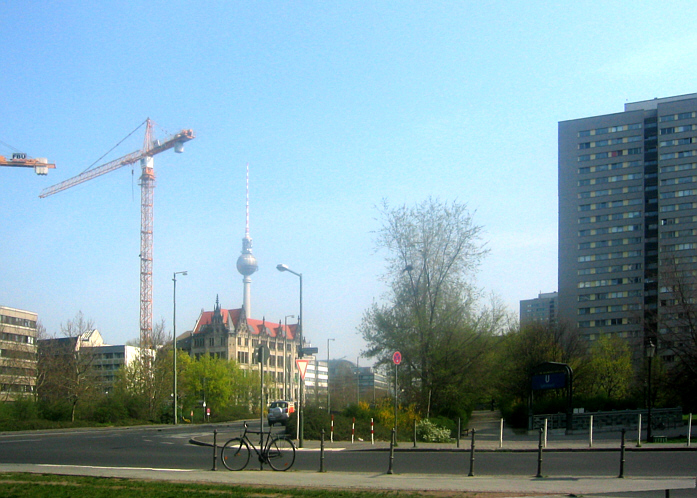
Современный Шпиттельмаркт. На заднем плане видна берлинская телебашня

Шпиттельмаркт (нем. Spittelmarkt — «площадь богадельни») — старинная площадь в берлинском районе Митте в восточном конце Лейпцигской улицы на берегу Шпрее. Название происходит от больницы (нем. Spital), когда-то размещавшейся на площади.
После Второй мировой войны на восстановленной площади сходятся под углом две основные улицы — Лейпцигская улица и Гертрауденштрассе. На площади находится одноимённая станция Берлинского метрополитена.
Ранее между так называемым рыбацким островом Фишеринзель на Шпрееинзель и восточным концом Лейпцигской улицы на месте снесённых крепостных сооружений возникла Рыночная площадь, сохранявшая своё транспортное значение вплоть до Второй мировой войны.
К 1400 году монастырь Святой Гертрауды перед Гертраудскими воротами во Фридрихштадте на современной площади Шпиттельмаркт возвёл здание с часовней для молодых дворянок, которое впоследствии стало больницей для бедных. Вокруг площади в XVIII веке квартировал 26-й старопрусский пехотный полк. Часовня была перестроена в церковь Шпиттелькирхе. Стремительное строительство в Берлине во времена грюндерства лишило монастырь площадей, и в 1872 году больница Святой Гертрауды вместе с часовней переехала на улицу Вартенбургштрассе (нем. Wartenburgstraße) в Кройцберге. Наиболее ценные предметы интерьера Шпиттелькирхе, снесённой в 1881 году, были переданы в новую часовню при больнице в Кройцберге.
Во Вторую мировую войну площадь понесла тяжёлые потери. После разбора развали контуры площади полностью изменились, и площадь была восстановлена с учётом автомобильного движения и утратила свой исторический облик, изменившись до неузнаваемости. Единственное сохранившееся историческое здание на окружённой стандартными современными жилыми домами площади — так называемый Дворец драгоценностей (нем. Juwel-Palais) в северной части площади под мостом Гертрауденбрюкке.